# توميوكا (غونما)
مدينة توميوكا (بالإنجليزية: Tomioka)‏ هي أحد المدن التابعة لمحافظة غونما. تأسست رسميًا في 27/03/2006. ويقدر عدد سكانها بـ 53332 نسمة حسب تقدير مكتب الإحصاء الياباني لعام 2012. تبلغ مساحة توميوكا 122.9 كم2. بكثافة سكانية تبلغ 434 نسمة/كم2.

## توأمة
لتوميوكا (غونما) اتفاقيات توأمة مع كل من:
- أوكايا
- فوكايا
- يوكوسوكا
- كونان
- ألباني
- بور دوبياج [الإنجليزية]‏